# محمد ضیاءالحق
محمد ضیاءالحق (زادهٔ ۱۲ اوت ۱۹۲۴ – درگذشتهٔ ۱۷ اوت ۱۹۸۸) رئیس‌جمهور و حکمران نظامی پاکستان از ژوئیه ۱۹۷۷ تا زمانِ مرگش در اوت ۱۹۸۸ بود.

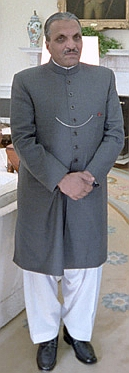

او در سال ۱۹۷۶ به فرماندهی نظامی ارتش پاکستان گماشته شد و با کودتا در ۵ ژوئیه ۱۹۷۷ ذوالفقار علی بوتو نخست‌وزیر وقت را سرنگون کرد. کودتای او تقریباً بدون خون‌ریزی بود. او مدتی بعد از آغاز دوران ریاست جمهوریش حکم اعدام ذوالفقار علی بوتو  را صادر کرد.
وی دو هدف را دنبال می‌کرد: ساختن بمب اتمی و برقراری آنچه «نظام راستین اسلامی» می‌خواند.
ضیاءالحق در ۱۷ اوت ۱۹۸۸ به همراه تعدادی از ژنرال‌های بلند مرتبه پاکستان در یک سانحه هوایی شک‌برانگیز نزدیک بهاولپور، منطقه پنجاب کشته شد.
دوران حکومت او با جنگ شوروی در افغانستان همراه بود به این ترتیب او موفق شد کمک‌های مالی و نظامی زیادی از کشورهای غربی برای آموزش و تقویت مجاهدین افغانستان دریافت کند.
پس از وی غلام اسحاق خان تا ۱۸ ژوئیه ۱۹۹۳ رئیس‌جمهور پاکستان بود.